# Carl Martin Norberg
Carl Martin Norberg, född 18 juli 1889 i Avesta, död 25 juli 1970 i Västerås, var en svensk gymnast. Vid olympiska sommarspelen i London 1908 blev han guldmedaljör i trupptävlan, svenskt system.
Norberg är begravd på Uppsala gamla kyrkogård.